# موزه مردم‌نگاری ارمنستان
موزه دولتی مردم‌نگاری و جنبش آزادی‌خواهی ملی ارمنستان (ارمنی: Հայաստանի ազգագրության և ազգային-ազատագրական պայքարի պետական թանգարան (ՀԱԱՊՊԹ)؛ انگلیسی: Armenia Ethnography Museum and the National Liberation Movement) که یک موزه دولتی می‌باشد که در روستای آراکس استان آرماویر در داخل مجموعه یادبود نبرد سارداراباد در حدود ۱۰ کیلومتری شمال‌غرب پایتخت استانی آرماویر، ارمنستان واقع شده‌است. این موزه در سال ۱۹۷۸ افتتاح شد.

## نگارخانه

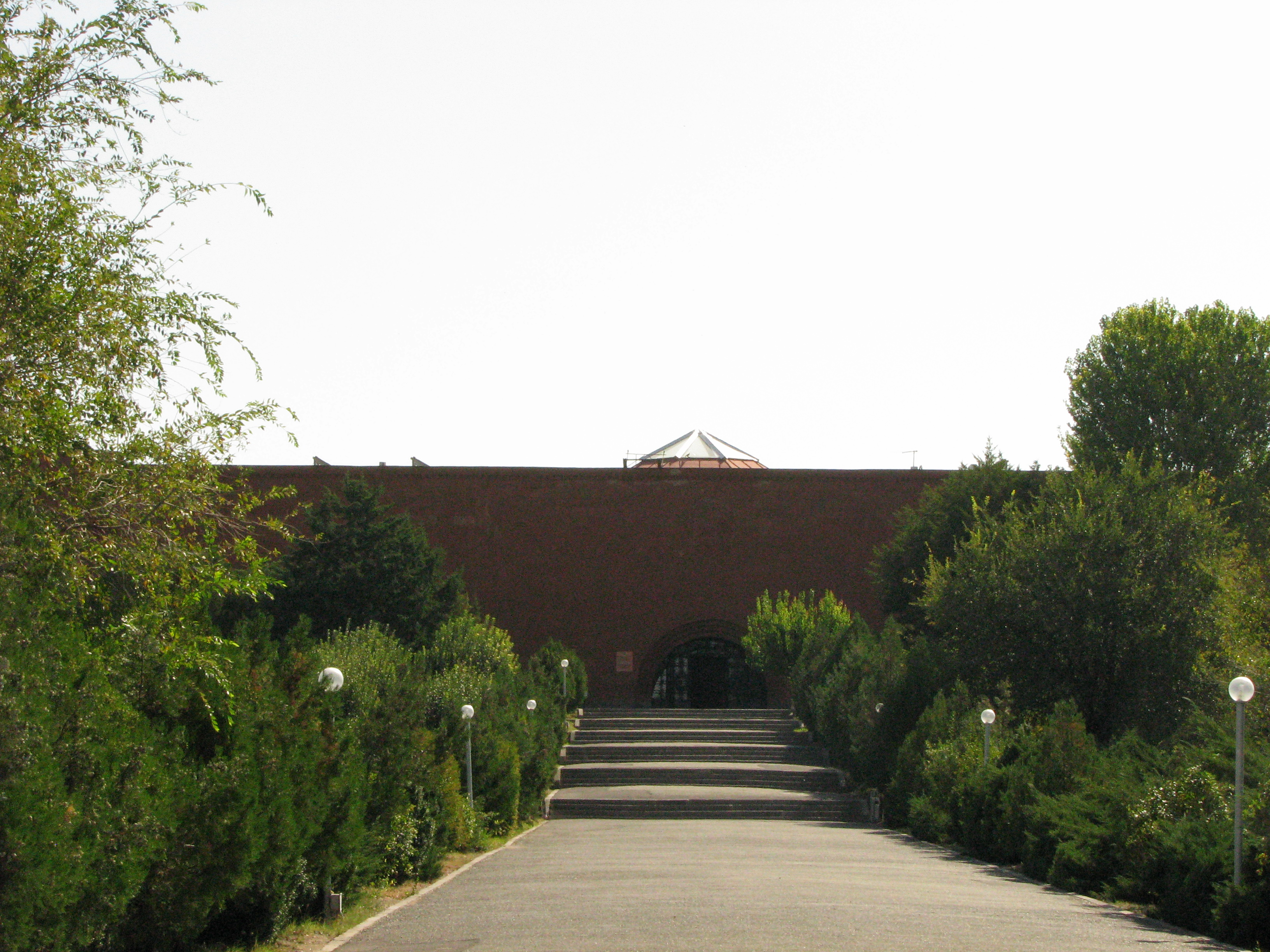
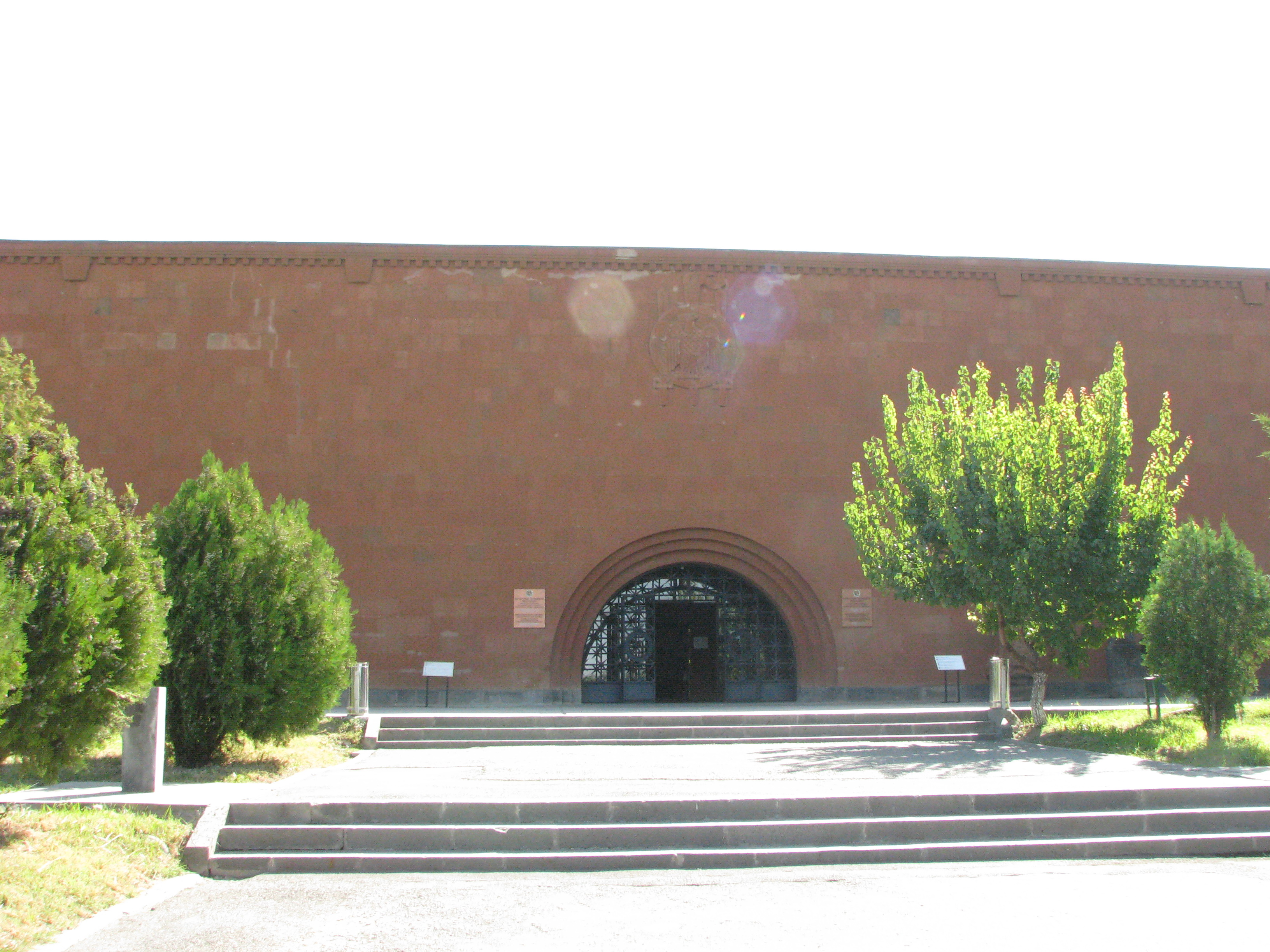
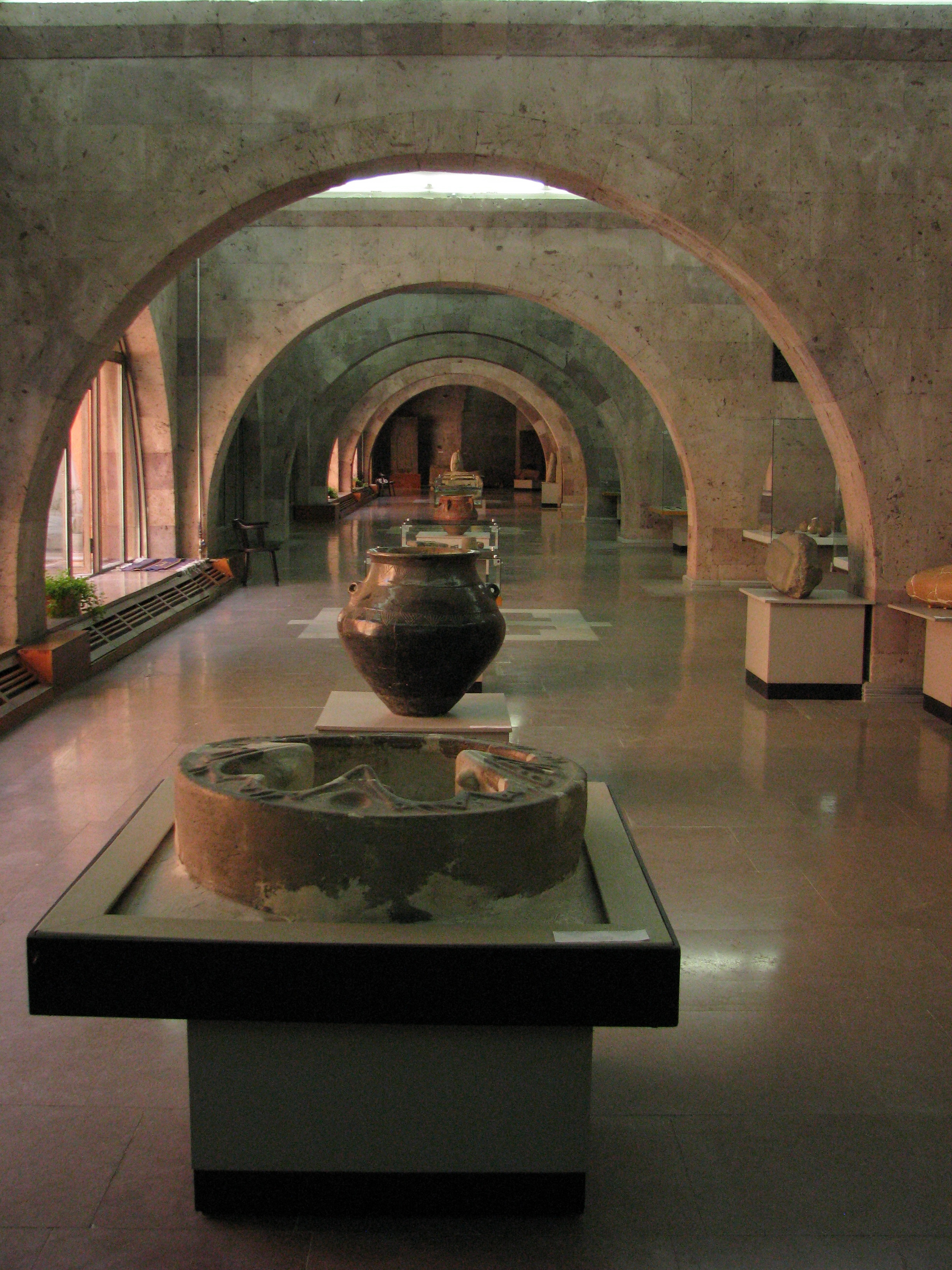
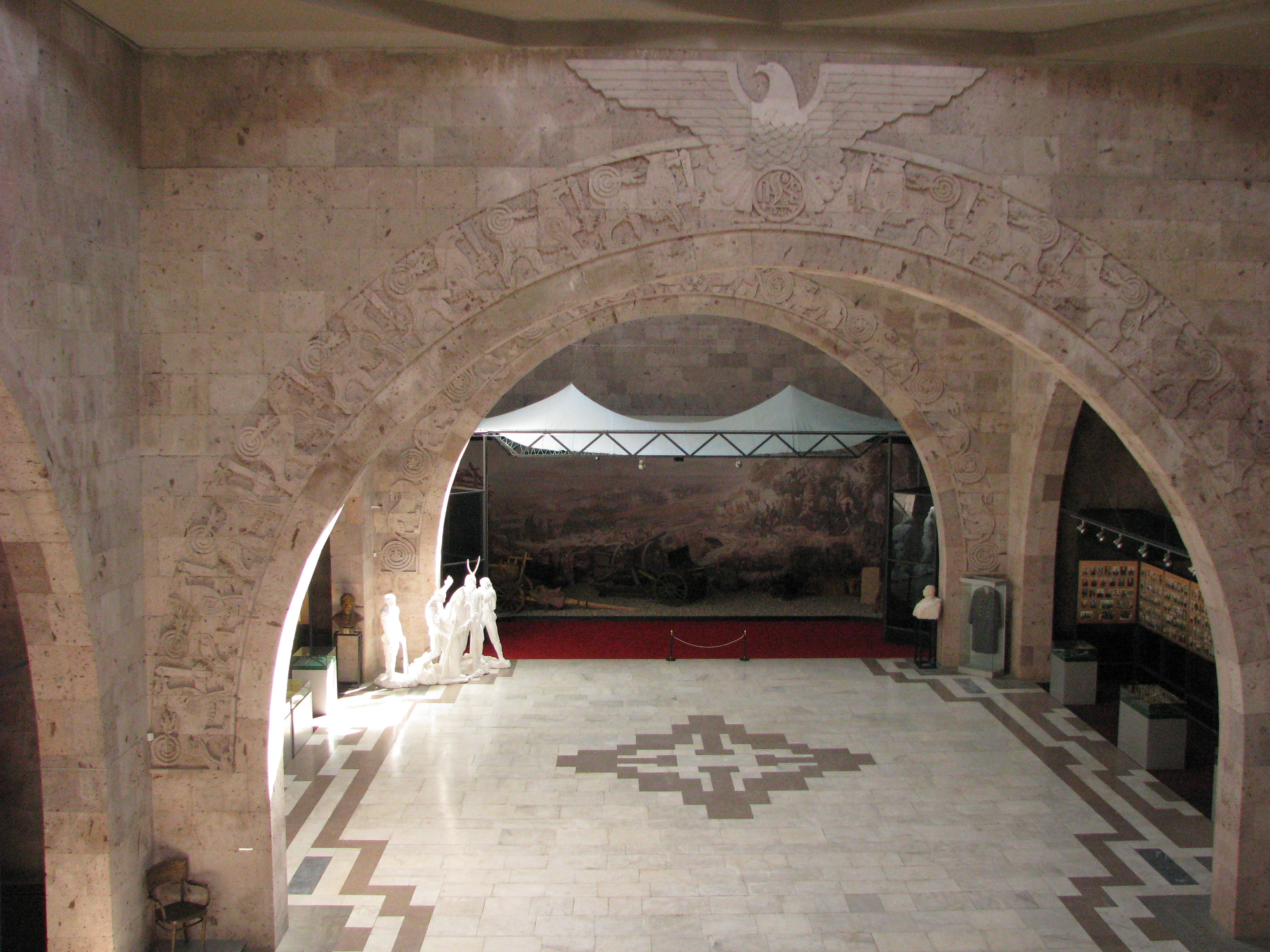
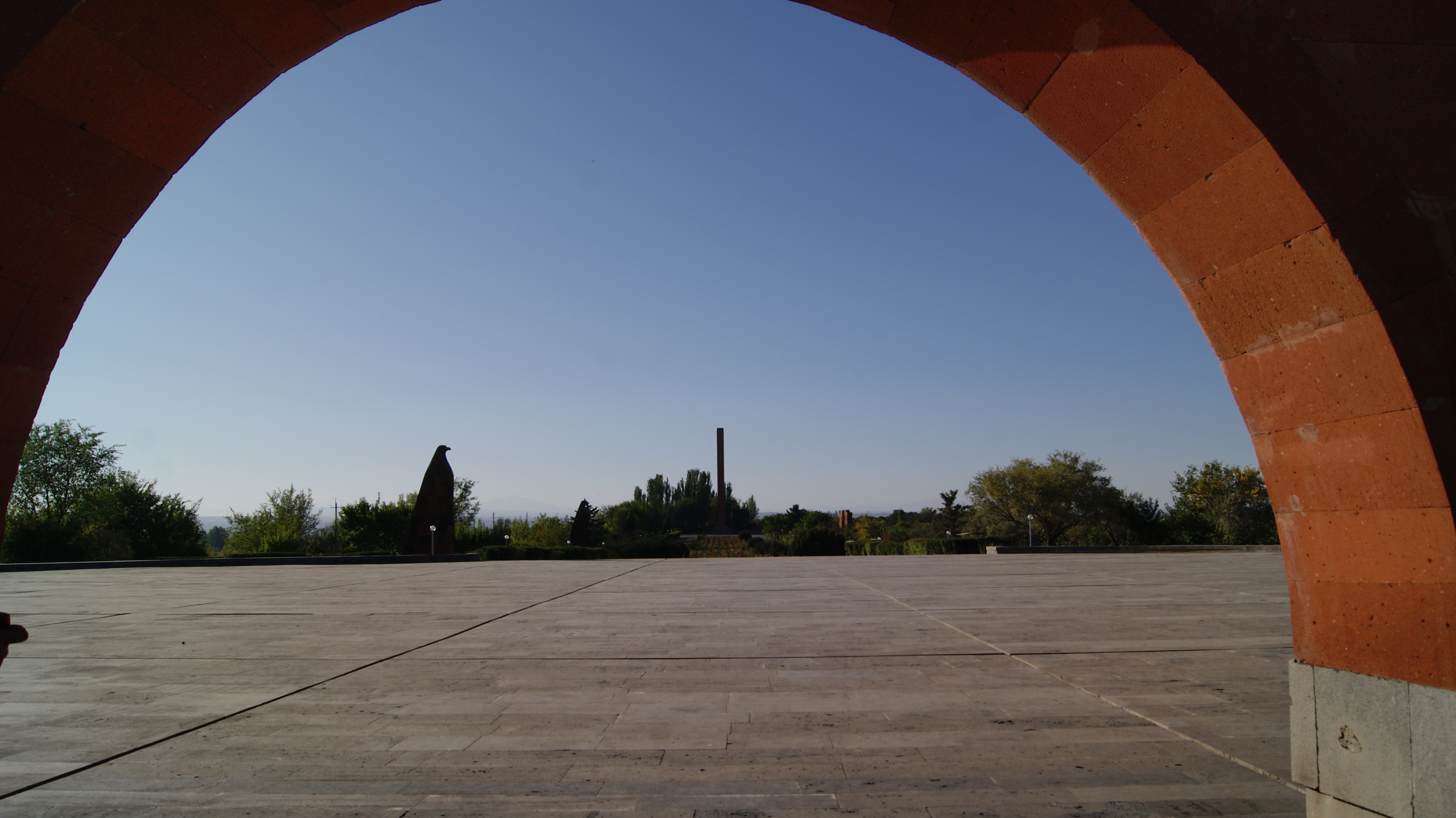
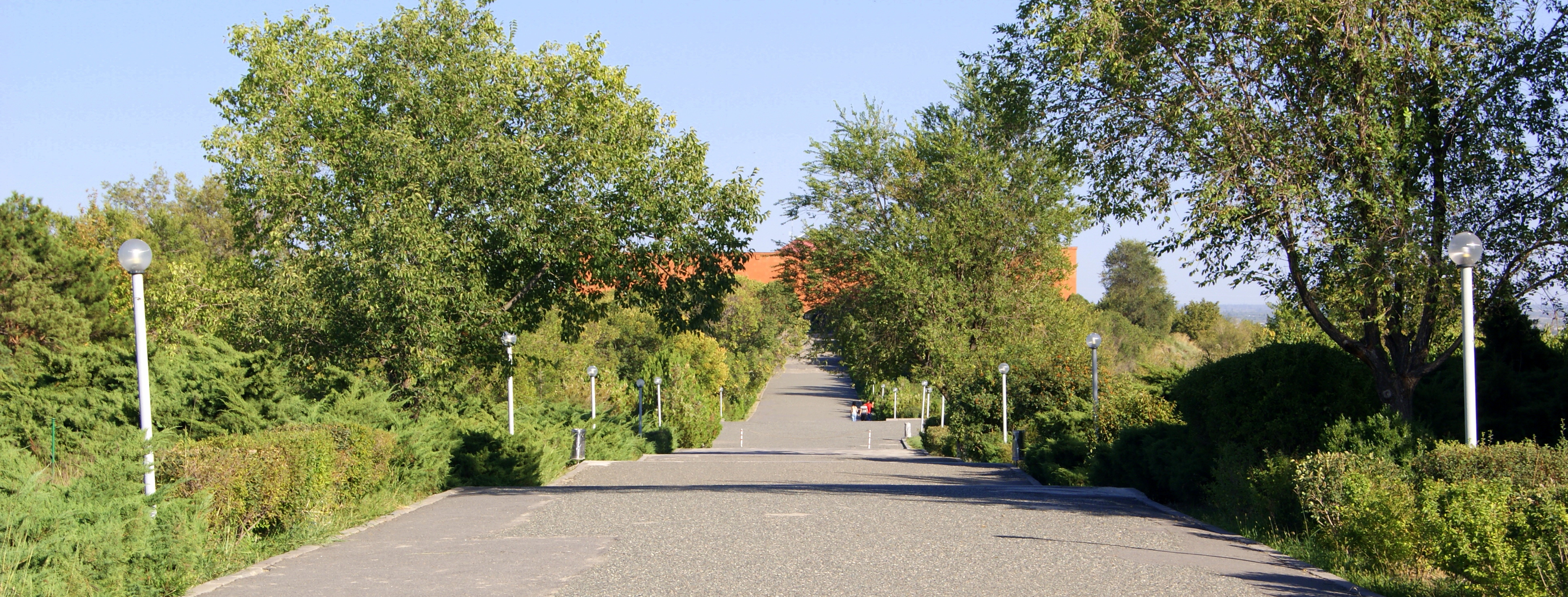
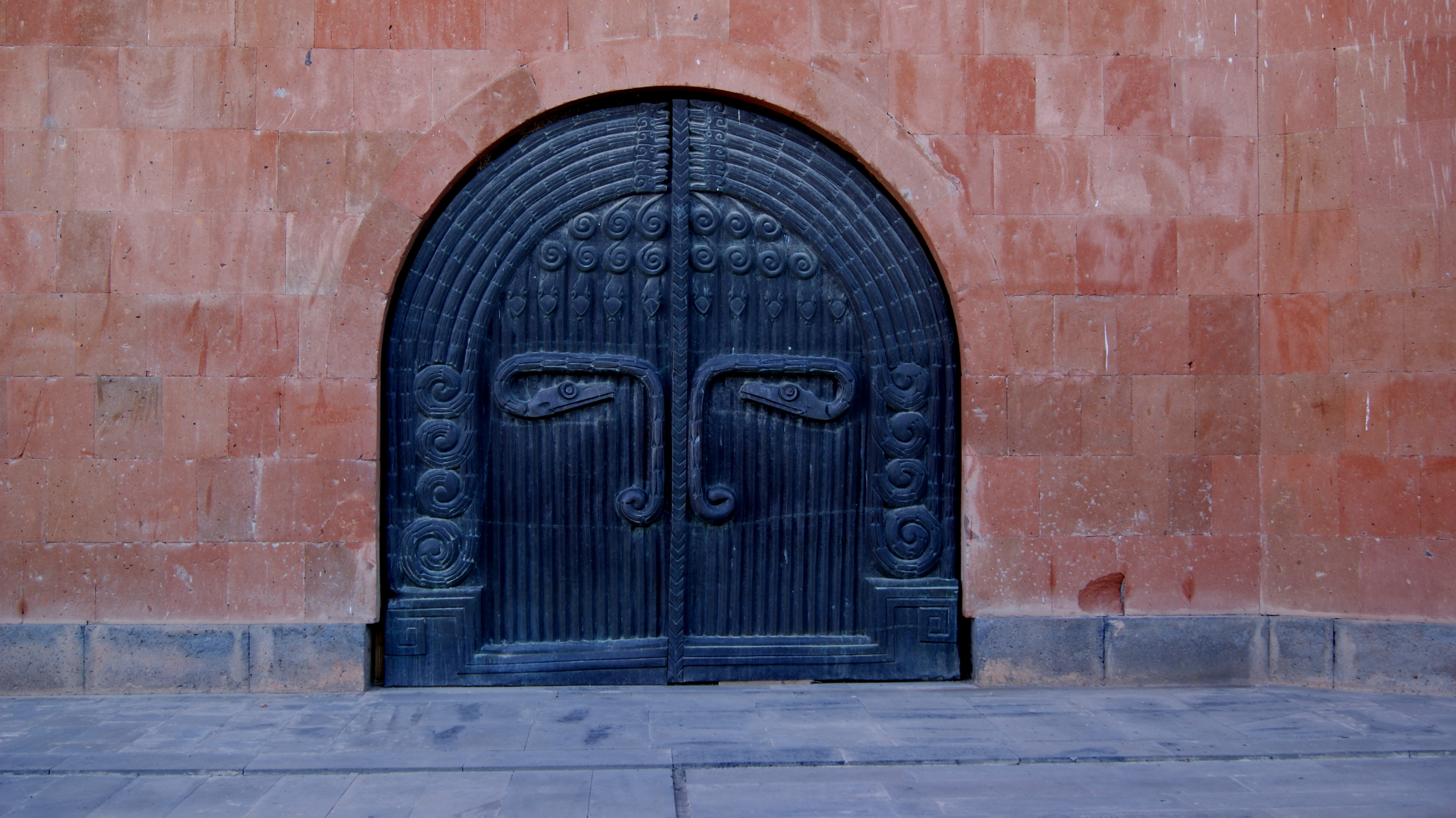
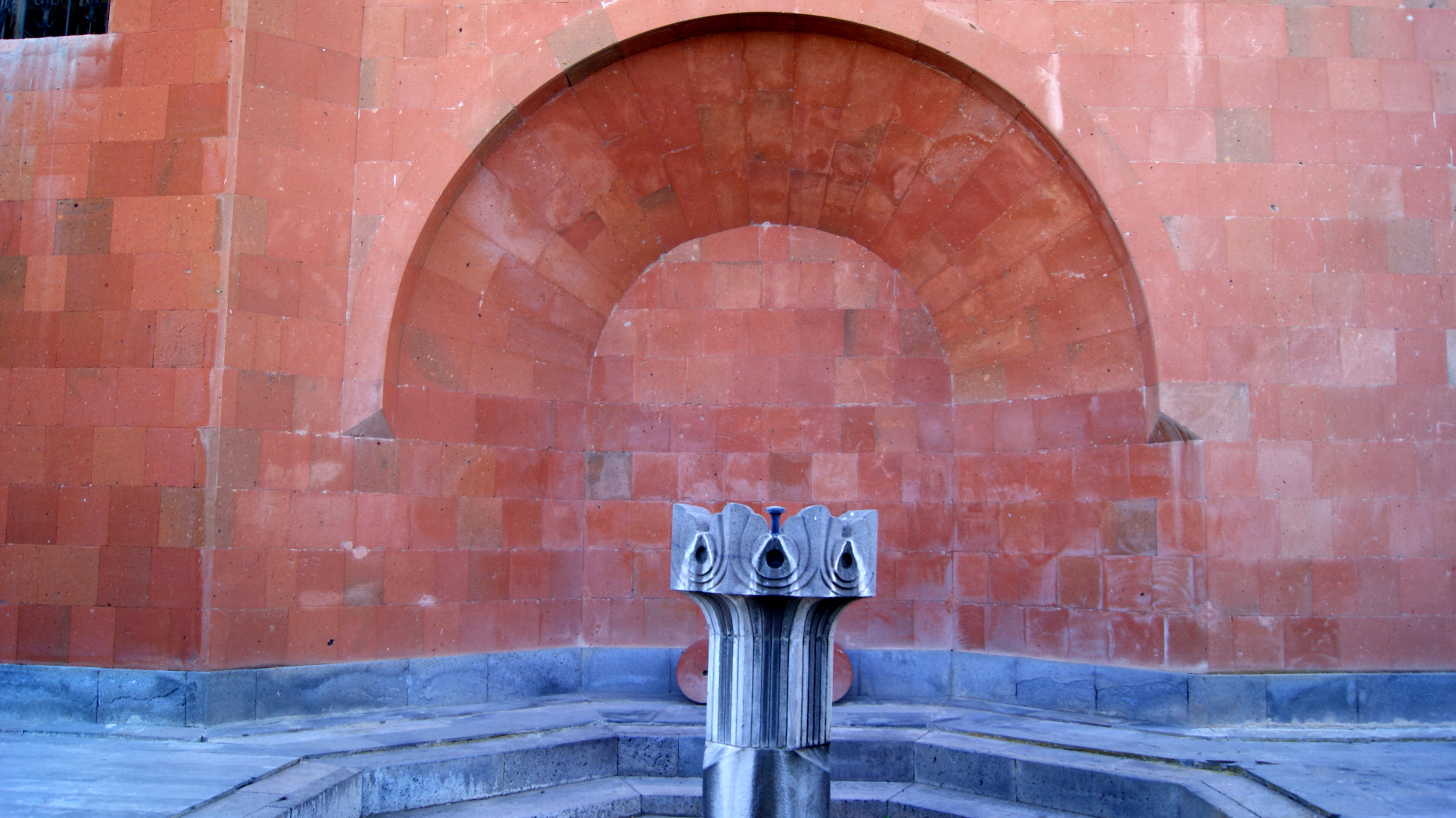
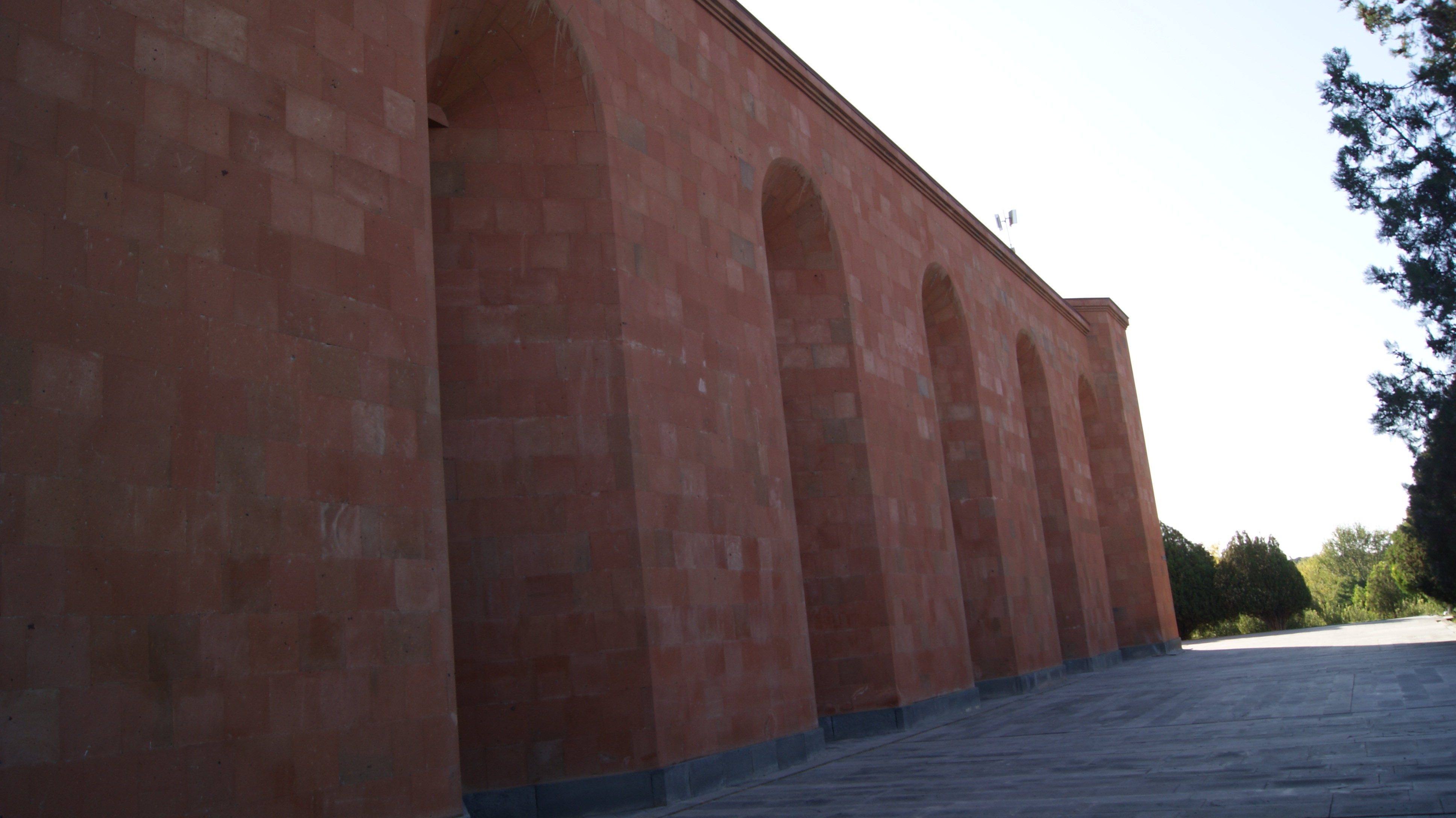
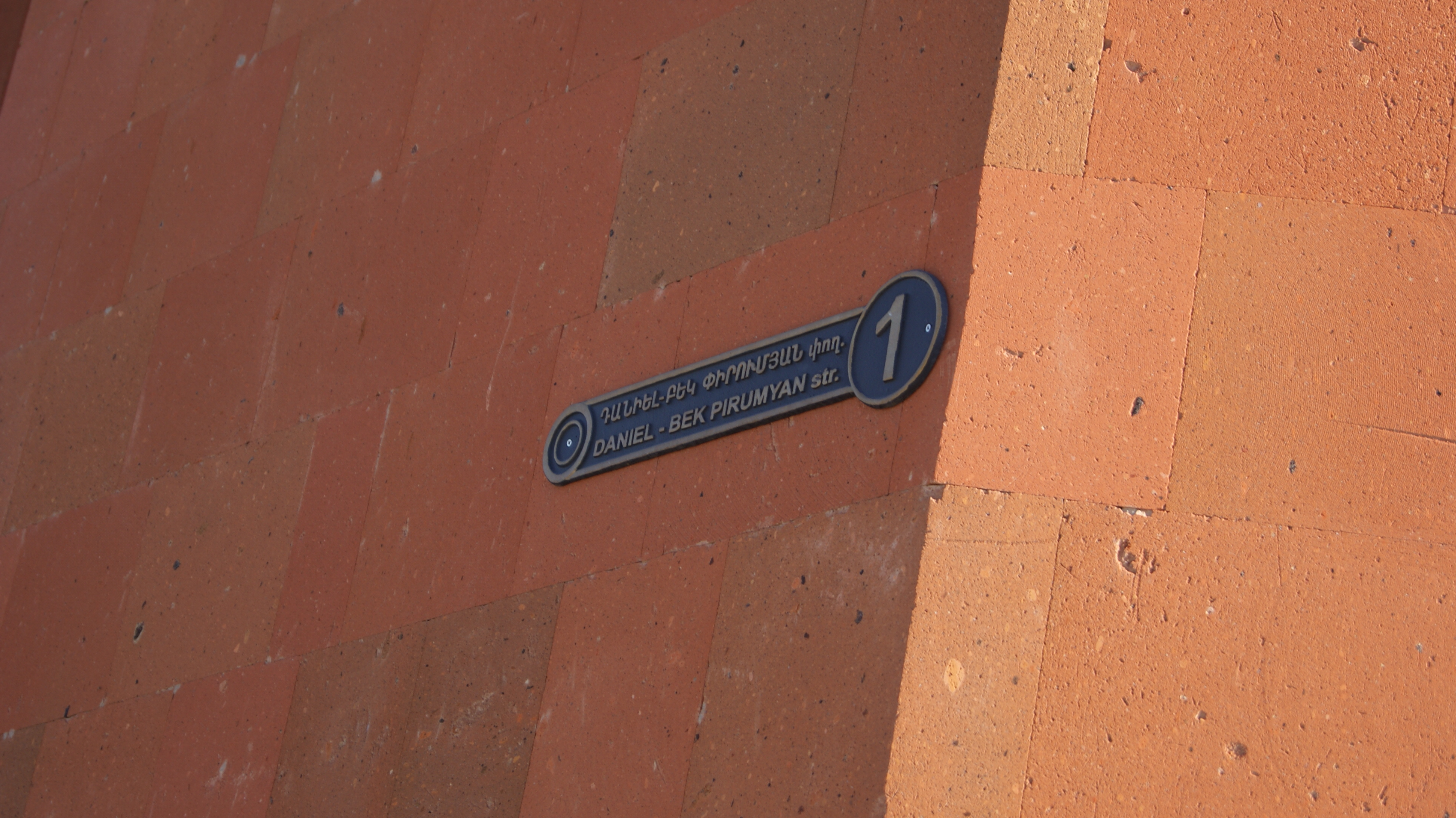
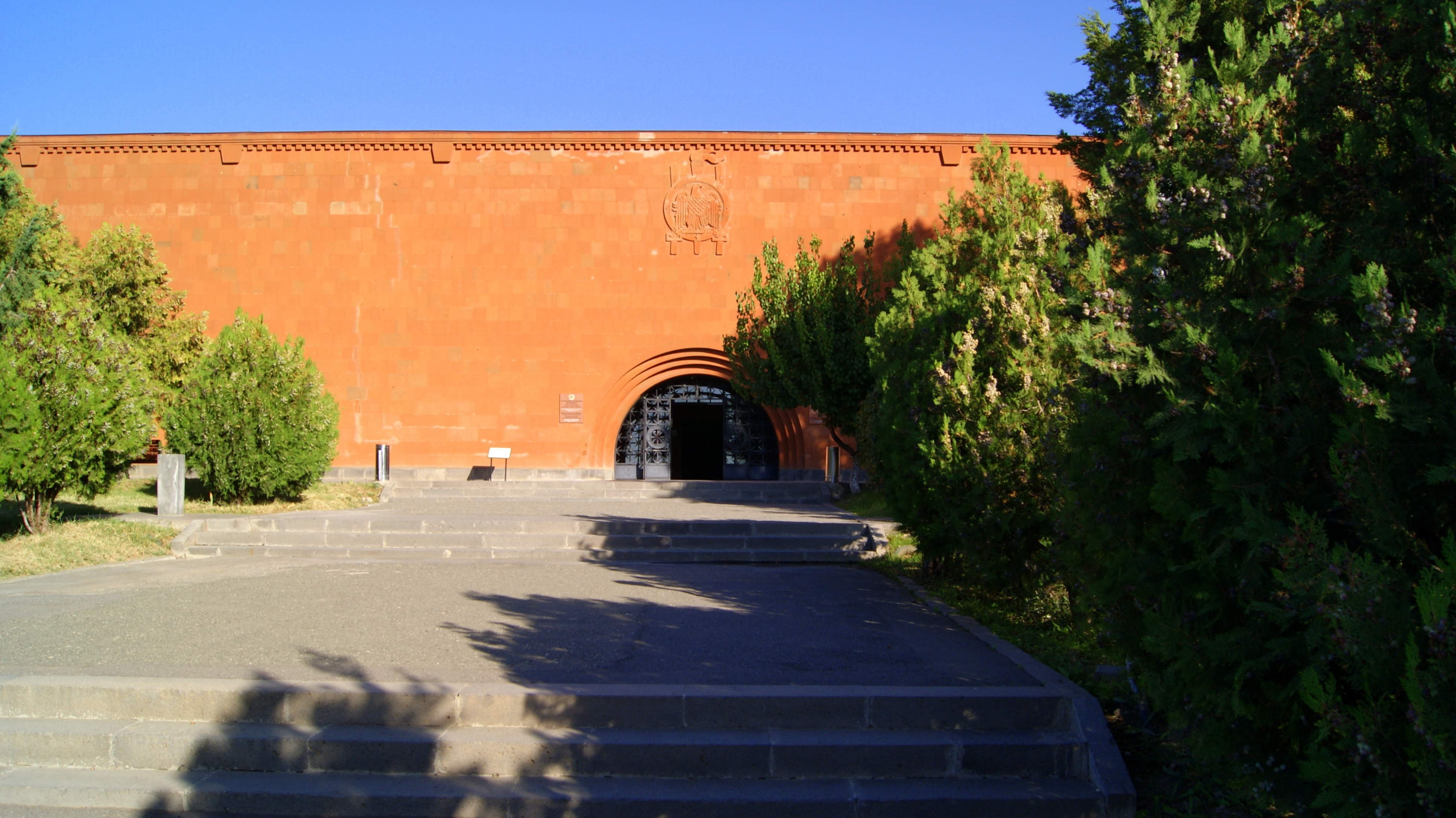
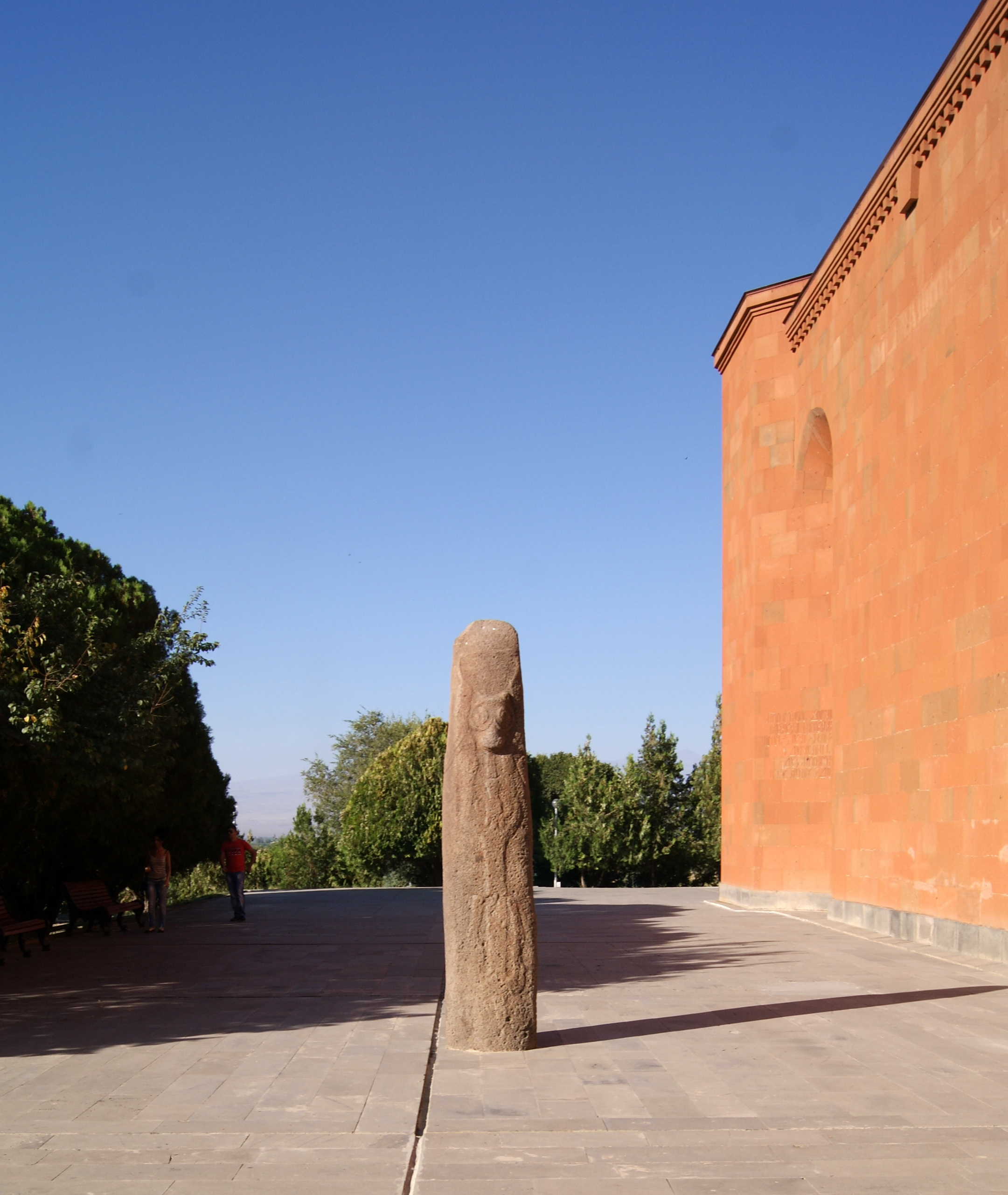
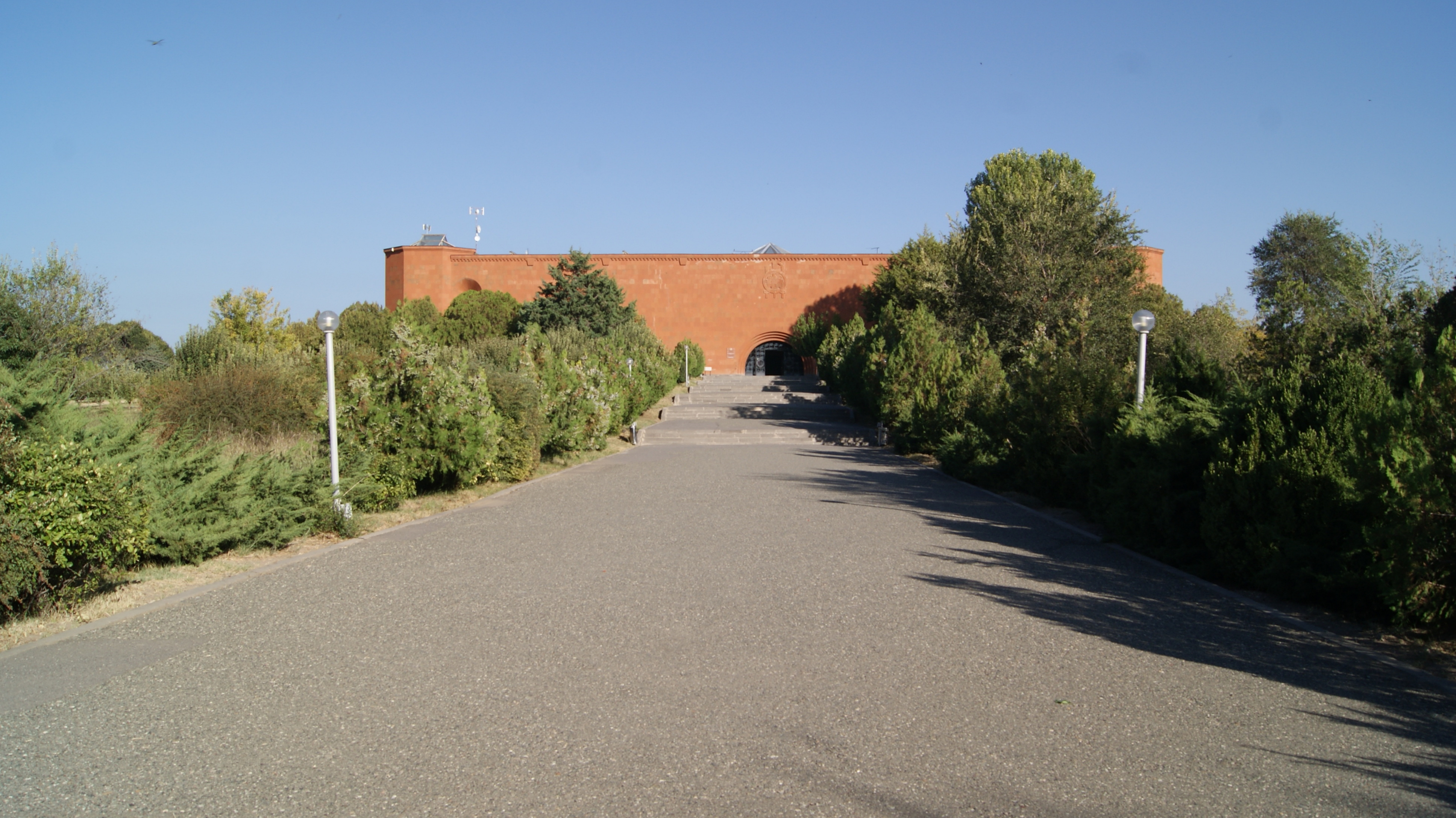